# 腺梗菜属
腺梗菜属（学名：Adenocaulon），也称和尚菜属，是菊科下的一个属，为直立、一年生或多年生草本植物。该属共有5种，分布于亚洲和美洲。

## 下属物种
本属包括以下物种：
- Adenocaulon bicolor Hook.
- Adenocaulon chilense Less.
- 和尚菜 Adenocaulon himalaicum Edgew.
- Adenocaulon lyratum S.F.Blake
- Adenocaulon nepalense Bittmann